# El final del paraíso
El final del paraíso es una telenovela de drama criminal estadounidense producida por Telemundo Global Studios y Fox Telecolombia para Telemundo en el 2019. Es una serie derivada de Sin senos sí hay paraíso, creada Gustavo Bolívar.
Se estrenó el 13 de agosto de 2019  en sustitución de Betty en NY, y finalizó el 10 de diciembre del mismo año siendo reemplazado por Decisiones: Unos ganan, otros pierden.
A diferencia de su transmisión original, Netflix lanzó la telenovela con un total de 90 episodios (producidos originalmente), y con un final totalmente diferente al emitido por Telemundo. Dejando así un final abierto para producir una nueva temporada, un hecho que Telemundo no ha confirmado.
Está protagonizada por Carmen Villalobos, junto con Fabián Ríos, Catherine Siachoque, Carolina Gaitán, Juan Pablo Urrego y Gregorio Pernía, quienes retomarán sus papeles de la entrega anterior, la cual también cuenta con las participaciones antagónicas de Kimberly Reyes (quien reemplazó a Majida Issa en el personaje de Yesica Beltran "La Diabla"), Stephania Duque, Elianis Garrido, y Juan Pablo Gamboa.

## Reparto

### Reparto principal
- Carmen Villalobos como Catalina Santana / Virginia Fernández de Sanín[11]
- Catherine Siachoque como Hilda Santana "Doña Hilda"[11]
- Fabián Ríos como Albeiro Marín[11]
- Gregorio Pernía como Aurelio Jaramillo "El Titi"[11]
- Kimberly Reyes como Yésica Beltrán "La Diabla" / Valeria Montes[11]/ Karla Maldonado
- Carolina Gaitán como Catalina Marín Santana[11]
- Juan Pablo Urrego como Hernán Darío Bayona "Nacho"[11]
- Juan Pablo Gamboa como Aaron Mondego "Mano Negra"[11][12]
- Roberto Manrique como Santiago Sanín[11]
- Francisco Bolívar como José Luis Vargas "Jota"[11]
- Mauricio Cujar como Edmundo Dorantes Borrero "La Sombra"[11][12]
- Stephania Duque como Mariana Sanín Santana
  - Ariana Ovalle como Mariana Sanín Santana (niña)
- Elianis Garrido como Dayana Muriel "La Demonia"[11]
- Estefanía Gómez como Vanessa Salazar[11]
- Linda Baldrich como Natalia Bérmudez[11][12]
- Manuel Gómez como Esteban Calvo[11]
- Alejandra Pinzón como Paola Pizarro[11]
- Martín Karpan como Salvatore Miranda[11][12]
- Mauricio Mauad como Ramón Montecarlo "Moncho"[11][12]
- Juan Pablo Llano como Daniel Cerón Venegas "El periodista"[11]
- Leonardo Acosta como Alfonso Berrío[11][12]
- Alejandro Martínez como Roberto Conde[11]
- Giancarlo de Sousa como Michael Rubens[12]

### Reparto recurrente
- Juan David Galindo como Rocco Candela
- Ricardo Leguízamo como Álvaro Mendieta
- Juan David Naranjo como Enrique Molina
- Fernando Esterilla como Francisco
- Cristian Rodríguez como Kike
- Lina Nieto como Nelly Bayona
- Margarita Reyes como Pilar
- Mauricio Sarmiento como Pulpo (Manotas)
- Julián Alfaro como Rafael Pinzón
- Nataly Guzmán como Stefany
- Jason Lizarazo como Arturo García López
- Daniel Maldonado como Carlos Useche "Chicle"
- Gloria Pinilla como Mirta Muriel
- Margarita Torres como Lizeth Muriel
- Giorgio Di Feo como Marcelo Visconti
- Anton Tarasov como Vasil Novikov
- Eduardo Hernández como Aitor Barahona
- Aco Cajamarca como Hai Meng
- Jorge Goncalvez como Vinicius Novais
- Paula Barreto como Julia Domínguez
- René Lavan como Osman Mesa
- Henry Yair Auraad como El chicano
- Alejandra Monsalve como Sandra
- Adriana Mar como Paula
- Diego Azanza como Julián Zúñiga
- Andrew Connolly como "El caníbal" Jenkins
- Mauricio Mejía como Carlos Jaramillo
- Andrea Pita como Laura Jaramillo
- Juan Carlos Cruz como Harley
- David Ramírez como Anillos
- Germán Rojas como Dragoneante Acevedo
- Bárbara Najas como Johana Andrade
- Steven Salcedo como Mateo Matiz
- Ricardo Henao como Gabriel
- Ivonne Gómez como Patricia
- Juan Carlos Cruz como Harley
- Giovanna Andrade como Marcela Pinzón
- Diana Franco como Mercedes
- Rafer Valderrama como Carita de Ángel
- Natalia Acosta como Zulma
- Eliana Diaosa como Lucrecia Olivares
- Luis Fernando Bohórquez como el Coronel Granados
- Jesús Rincón como el Dr. Berrío
- Julián Trujillo como Armando "Cardonita" Cardona
- Alí Humar como Pablo Móron
- Carlos Toledo como Hiena
- Héctor Gómez como Tonel
- Eileen Roca como Zoraya Fuentes / Ingrid Román
- Luis Carlos Fuquen como Santos Castellanos
- Fernando Esterilla como Francisco
- Jaison Jeack como Leandro Zuluaga
- Jaime Serrano como Joaquín Urbano
- Marcela Posada como Leticia
- Katherine Castaño como Érika
- Carlos Benítez como Ívan Calvo
- Camila Navarro como la Dra. Johana
- Alfonso Ortiz como Luis
- Christophe de Geest como Guillaume
- Carlos Báez como Sebastián Sanín Santana (joven)[13]
- Juan Pablo García como el Teniente Gómez
- Roberto Greco como Rogelio
- Eduar Salas como el Teniente Ferreira
- Bayardo Ardila como el fiscal Andrés Umaña
- Álvaro Córdoba como El Barbas
- Jimena Galvis como Joaquina Avendaño "La Cuina"
- María Vanedi como Tonina
- Mauro Jiménez como Jaime Granada
- Marianela González como Emilia
- Isabela Amado como Sasha Novikov Ferro
- Alejandra Miranda como Reina Montecarlo
- Juan Zuluaga como León
- Susana Rojas como Yadith Rangel
- Pedro Calvo como Alexander Mondego

### Invitados especiales
- Juan Ángel Esparza como Carmelo Villa
- Marilyn Patiño como Lucía Barrios

## Episodios
| Primera etapa |                               |                          |      |
| 1 | «El delfín azul»              | 13 de agosto de 2019     | 1.30 |
| Un restaurante sirve de laboratorio para fabricar drogas. Catalina, directora de la DEA en Colombia no puede creer que su hija sea miembro del cartel de las Babys, que produce la peligrosa XY4.                                                                 |                               |                          |      |
| 2 | «La esperanza de una cura»    | 14 de agosto de 2019     | 1.32 |
| Mano Negra le ofrece a Yésica la cura para su enfermedad. A cambio, ella debe cumplir con seis misiones importantes. En la primera tarea, las otras Babys participarán.                                                                                           |                               |                          |      |
| 3 | «Las Babys en Las Vegas»      | 15 de agosto de 2019     | 1.26 |
| Valeria engaña a su jefa y sale del país. El cartel de las Babys emprende el viaje a Las Vegas, pero antes Mariana llama a su madre. Catalina debe correr para recuperar a su hija.                                                                               |                               |                          |      |
| 4 | «La hija pródiga»             | 16 de agosto de 2019     | 1.04 |
| Valeria engaña a su jefa y sale del país. El cartel de las Babys emprende el viaje a Las Vegas, pero antes Mariana llama a su madre. Catalina debe correr para recuperar a su hija.                                                                               |                               |                          |      |
| 5 | «Conejillos de indias»        | 19 de agosto de 2019     | 1.25 |
| Mariana demuestra sus cualidades y está dispuesta a todo, con tal de consolidarse en el narcotráfico, sabe que su mamá la persigue y está lista para enfrentarla.                                                                                                 |                               |                          |      |
| 6 | «La pelea del siglo»          | 20 de agosto de 2019     | 1.17 |
| La droga sintética XY4 causa su primera víctima en Estados Unidos. Las alarmas saltan en la DEA y un nuevo agente sorprende a Catalina. |                               |                          |      |
| 7 | «Convención de la mafia»      | 21 de agosto de 2019     | 1.20 |
| Los capos no saben cómo escapar en la gran noche de boxeo. El caos reina y la sangre corre. Catalina persigue a Mariana, pero algo inesperado le sucede. |                               |                          |      |
| 8 | «Madre contra hija»           | 22 de agosto de 2019     | 1.22 |
| Mano Negra y todos en la reunión disparan sin piedad hacia el ducto. Saben que allí está, por lo menos, una agente escondida. Catalina cae y al abrir los ojos, Mariana decide su futuro.                                                                         |                               |                          |      |
| 9 | «Al filo»                     | 23 de agosto de 2019     | 1.07 |
| Los mafiosos pujan con sumas exorbitantes por el XY4. En medio de su encuentro, reciben un duro golpe. Catalina sufre y le pide a su hija que la mate. Mariana activa el gatillo.                                                                                 |                               |                          |      |
| 10 | «La propuesta del Titi»       | 26 de agosto de 2019     | 1.26 |
| Catalina recibe una llamada inesperada del Titi. Ella sabe que debe tomar un decisión pronto, si quiere recuperar a su hija y salvar la vida de su agente Valeria.                                                                                                |                               |                          |      |
| 11 | «El trato»                    | 27 de agosto de 2019     | 1.17 |
| La decisión de Catalina pone en peligro el funcionamiento de la DEA. La vida de Titi también está en juego. Albeiro en medio de su tristeza, se comunica con Catalina para darle malas noticias.                                                                  |                               |                          |      |
| 12 | «Cita a ciegas»               | 28 de agosto de 2019     | 1.14 |
| Catalina se escapa de sus colegas y va sola para encontrarse con el Titi. Ella llega a la habitación del hotel, esposada y con los ojos vendados; él la espera y está listo para cumplir su misión.                                                               |                               |                          |      |
| 13 | «Lluvias de balas»            | 29 de agosto de 2019     | 1.19 |
| Llega el día del intercambio. Catalina pide que Valeria y Mariana sean liberadas. En ese momento, el Titi recibe un disparo, se produce un tiroteo y Catalina entra en pánico por su hija.                                                                        |                               |                          |      |
| 14 | «Fuera de control»            | 30 de agosto de 2019     | 1.05 |
| Catalina no puede soportar el dolor de ver a su hija perder la razón. Además, su desesperación la lleva a tomar una decisión drástica. |                               |                          |      |
| 15 | «Prófuga de la justicia»      | 2 de septiembre de 2019  | 1.18 |
| Las autoridades y los narcos no paran de buscar a Catalina. Ella prefiere morir, antes que ver a Mariana aferrada, cada día más, a las drogas. |                               |                          |      |
| 16 | «Con las manos atadas»        | 3 de septiembre de 2019  | 1.24 |
| El Titi no puede hacer nada para salvar su amor. Pero pronto, sus compañeros van a rescatar a Mariana y Catalina. Mano Negra quiere la cabeza de Catalina Santana en su escritorio.                                                                               |                               |                          |      |
| 17 | «Nos van a matar»             | 4 de septiembre de 2019  | 1.25 |
| El agente Rubens lleva a sus hombres de confianza para capturar a Catalina. Pero, Moncho y la Demonia están a punto de entrar a la habitación para asesinar a su máxima enemiga.                                                                                  |                               |                          |      |
| 18 | «La hija de Lucifer»          | 5 de septiembre de 2019  | 1.19 |
| La Diabla engaña a todos y aprovecha el descuido de la enfermera para comunicarse con Mano Negra y contarle su plan. Catalina está acorralada y no tiene más remedio que disparar para matar.                                                                     |                               |                          |      |
| 19 | «La fuga»                     | 6 de septiembre de 2019  | 1.09 |
| El Dr. Lugo inyecta a Santiago, Jota y su grupo la medicina para revivirlos. Pero a pesar de su intento, está preocupado porque no reaccionan y son transferidos a la morgue.                                                                                     |                               |                          |      |
| 20 | «Cara a cara»                 | 9 de septiembre de 2019  | 1.18 |
| El equipo de la DEA regresa a Colombia. Natalia ve a Valeria esconderse en el baño, presiente que algo va mal y decide entrar para enfrentarla. La Diabla reacciona con toda su energía.                                                                          |                               |                          |      |
| 21 | «El esclavo de la Diabla»     | 10 de septiembre de 2019 | 1.17 |
| Albeiro acude a su cita con Yésica y no sabe cómo escapar. Ella le exige que cumpla una misión imposible a cambio de recibir vacunas contra el VIH. |                               |                          |      |
| 22 | «El dolor de Hilda»           | 11 de septiembre de 2019 | 1.12 |
| La Diabla obliga a Albeiro a algo más que un beso. Cumple su próxima tarea, que golpea profundamente a Hilda. Salvatore no sabe qué hacer con la mujer que ama.                                                                                                   |                               |                          |      |
| 23 | «El plan de ataque»           | 12 de septiembre de 2019 | 1.36 |
| Mientras el candidato Berrío y los miembros de la DEA, Catalina y Valeria, mantienen una reunión, los narcos organizan el gran atentado para asesinar a sus enemigos.                                                                                             |                               |                          |      |
| 24 | «La explosión mortal»         | 13 de septiembre de 2019 | 1.10 |
| El coche bomba estalla a las puertas del evento antidrogas. La sorpresa es mayor, cuando Julia se presenta con un ramo de flores y un mensaje sangriento. Catalina sufre y Mano Negra celebra.                                                                    |                               |                          |      |
| Segunda etapa |                               |                          |      |
| 25 | «Con la soga al cuello»       | 16 de septiembre de 2019 | 1.21 |
| El futuro del Titi corre peligro. Mariana le canta unas cuantas verdades y la Diabla descubre uno de sus secretos, que lo puede llevar a la muerte. Una nueva presa cae en las garras de Valeria.                                                                 |                               |                          |      |
| 26 | «El intruso»                  | 17 de septiembre de 2019 | 1.22 |
| Catalina quiere encontrar a Albeiro. De repente, escucha un ruido en casa y se da cuenta de que alguien está cerca. Ella apunta con un arma y un hombre la enfrenta.                                                                                              |                               |                          |      |
| 27 | «La muerte de los narcos»     | 18 de septiembre de 2019 | 1.28 |
| Yésica llama a Mano Negra y acusa al Titi de advertir a Catalina del atentado; todos en el grupo le apuntan, pero Titi saca dos granadas. Hoy no hay escapatoria.                                                                                                 |                               |                          |      |
| 28 | «La víctima»                  | 19 de septiembre de 2019 | 1.27 |
| El Titi y Pilar le dejan un regalo a Mano Negra y se unen a Morón y al hijo de Cardona. En venganza, Mariana comienza a cobrarle a Jaramillo todas las que le ha hecho.                                                                                           |                               |                          |      |
| 29 | «La declaración de guerra»    | 20 de septiembre de 2019 | 1.07 |
| Catalina ya sabe que los muertos reviven. Los cárteles no se frenan y mueven sus piezas para dominar el mercado de la XY4. Mano Negra no confía en Dayana y se lo deja claro.                                                                                     |                               |                          |      |
| 30 | «La muerte acecha»            | 23 de septiembre de 2019 | 1.20 |
| Los hombres de Cardonita encuentran a la Demonia y el Titi sospecha que algo está mal. La sed de venganza es evidente y más de uno puede pagar las consecuencias. Valeria recibe una mala noticia.                                                                |                               |                          |      |
| 31 | «Encontrar el paraíso»        | 24 de septiembre de 2019 | 1.18 |
| Albeiro llama a Catalina y le va a demostrar que Yésica está viva. Acuerdan encontrarse en el viaducto de Pereira. Ella confirma que irá porque también tiene mucho que decirle.                                                                                  |                               |                          |      |
| 32 | «La Demonia juega con fuego»  | 25 de septiembre de 2019 | 1.14 |
| Mientras Pilar y el Titi disfrutan de una noche de pasión, Dayana aprovecha la ocasión para buscar el USB que guarda la fórmula de la droga sintética XY4. Ella no le puede fallar a Mano Negra.                                                                  |                               |                          |      |
| 33 | «La batalla»                  | 26 de septiembre de 2019 | 1.22 |
| El Titi va a enfrentar a Mano Negra, sabe que hoy puede ser su último día de vida. Mariana sorprende a su expareja y le dispara sin piedad una y otra vez. El Titi cae al suelo.                                                                                  |                               |                          |      |
| 34 | «La súplica»                  | 27 de septiembre de 2019 | 1.17 |
| Mano Negra está desesperado por no tener la fórmula de la droga XY4, pierde la cabeza y quiere matar. Su socia, la Diabla decide acabar con Morón y Cardonita. |                               |                          |      |
| 35 | «El Titi vale por dos»        | 30 de septiembre de 2019 | 1.19 |
| El Titi disfruta su supuesta muerte. Dayana se hace pasar por la gran amiga de Mariana, le aconseja no ir al funeral del Titi, pero la hija de Catalina enfurece y la enfrenta a muerte.                                                                          |                               |                          |      |
| 36 | «Las viudas»                  | 1 de octubre de 2019     | 1.12 |
| Catalina quiere ver con sus propios ojos el cadáver del Titi. Con dolor, se acerca al féretro y queda impactada. Allí descubre que alguien muy cercano al narco está presente en el entierro.                                                                     |                               |                          |      |
| 37 | «La Diabla en jaque»          | 2 de octubre de 2019     | 1.13 |
| 38 | «La traición de la Demonia»   | 3 de octubre de 2019     | 1.23 |
| 39 | «Miradas que matan»           | 4 de octubre de 2019     | 1.08 |
| 40 | «Cero paciencia»              | 7 de octubre de 2019     | 1.33 |
| 41 | «La destrucción de Berrío»    | 8 de octubre de 2019     | 1.15 |
| 42 | «Doble agente»                | 9 de octubre de 2019     | 1.13 |
| 43 | «Pelea a muerte»              | 10 de octubre de 2019    | 1.07 |
| 44 | «Tu propia sangre»            | 11 de octubre de 2019    | 1.10 |
| 45 | «El encuentro»                | 14 de octubre de 2019    | 1.45 |
| 46 | «El sabor de la muerte»       | 15 de octubre de 2019    | 1.37 |
| Con el placer de ver sufrir a la gente, a Mano Negra no le basta con ver las peleas clandestinas, planifica algo más tenebroso. Y para lograrlo, ya tiene en la mira a la candidata ideal.                                                                        |                               |                          |      |
| 47 | «Ojos que matan»              | 16 de octubre de 2019    | 1.30 |
| Valeria contesta una llamada que le puede costar su futuro como agente de la DEA infiltrada. Más adelante, La Diabla se queda pálida al saber que Dayana, es el nuevo contacto de Catalina, la cual su identidad corre peligro.                                   |                               |                          |      |
| 48 | «Duelo infernal»              | 18 de octubre de 2019    | 1.34 |
| La Demonia acorralada a la Diabla, al no saber cómo escapar de la situación, hiere de muerte a Dayana en frente de Catalina. La agente Valeria al escaparse de esa situación, empieza a planificar sus próximos pasos.                                            |                               |                          |      |
| 49 | «Trío de propuestas»          | 21 de octubre de 2019    | 1.45 |
| La Cuina tiene una mala visión del Titi, esta al enfrentarlo, lo pone a prueba. El Titi tiene que decidir si acepta o declina las ideas de la Cuina. |                               |                          |      |
| 50 | «El político honesto»         | 22 de octubre de 2019    | 1.37 |
| El candidato Berrío sabe que está en peligro. Después de pensarlo varias veces, le llama en clave a su novia para encontrarse lo antes posible, a lo que Valeria accede.                                                                                          |                               |                          |      |
| 51 | «Tiemblan los narcos»         | 23 de octubre de 2019    | 1.28 |
| La nueva y la vieja guardia empiezan a debilitarse. Ambas partes son golpeadas con mucha fuerza sin saber cómo reaccionar. Mano Negra pierde los estribos y está a nada de cometer una locura.                                                                    |                               |                          |      |
| 52 | «El error»                    | 24 de octubre de 2019    | 1.56 |
| El Calvo está a nada de matar a su propio hijo. Se encuentra hundido emocionalmente y empieza a compartir secretos con Albeiro. Mientras tanto, Valeria esta sorprendida con lo que escucha.                                                                      |                               |                          |      |
| 53 | «Sin salida»                  | 25 de octubre de 2019    | 1.34 |
| Mariana se encuentra desesperada y quiere salirse de México lo más rápido posible. Ella sabe que su hermano y su hija se encuentran en peligro. Mano Negra quiere venganza.                                                                                       |                               |                          |      |
| 54 | «Madre hay solo una»          | 28 de octubre de 2019    | 1.45 |
| Catalina le empieza a doler mucho situación familiar. Comienza un operativo sorpresa para poder rescatar a una de las personas más queridas por ella, pero se lleva una sorpresa al llegar al lugar.                                                              |                               |                          |      |
| 55 | «Cazar a las Babys»           | 29 de octubre de 2019    | 1.35 |
| La Cuina escucha y pone con atención a todo lo que dice El Titi. El Titi revela un gran secreto y da a conocer un nuevo plan para eliminar a la Diabla del juego. Mano Negra tiene en sus manos, información clasificada para matar a los que lo han traicionado. |                               |                          |      |
| 56 | «La labor perfecta»           | 30 de octubre de 2019    | 1.34 |
| Mientras Mano Negra se concentra en sus nuevos proyectos, le pide a La Diabla que mate a Emilia. Ella se lo promete y Sasha la aeromoza, también hace un buen trabajo.                                                                                            |                               |                          |      |
| 57 | «Las dos caras del infierno»  | 31 de octubre de 2019    | 1.44 |
| El pandorama del futuro se ve negro y tétrico. La Diabla organiza una bienvenida inolvidable a Mano Negra. A Valeria no le queda más que decirle a Catalina la verdad.                                                                                            |                               |                          |      |
| 58 | «Un golpe sin piedad»         | 1 de noviembre de 2019   | 1.30 |
| Mano Negra siente a la muerte muy cerca de él. Alexander está sorprendido y le cuesta mucho ver su realidad, no puede tomar el control y con toda la fuerza emocional, desquita su ira con su padre.                                                              |                               |                          |      |
| 59 | «El sacrificio»               | 4 de noviembre de 2019   | 1.38 |
| Un comando de la DEA es enviado al lugar de las peleas clandestinas de Mano Negra y llegan para entrar en acción. Catalina se sorprende al ver que una persona de su círculo cercano es herido con un disparo en el pecho.                                        |                               |                          |      |
| 60 | «La mano negra de la Diabla»  | 5 de noviembre de 2019   | 1.44 |
| Dos narcos poderosos, la Diabla y Mano Negra, tienen el mismo mecanismo para solucionar las situaciones extremas. Ambos quieren evitar a toda costa que la DEA conozca sus secretos.                                                                              |                               |                          |      |
| 61 | «Contra las rejas»            | 6 de noviembre de 2019   | 1.45 |
| Catalina va rumbo a la proclamación de Alfonso Berrío como presidente de Colombia y una visita inesperada la hace sufrir. La Diabla se entera de la noticia y tiembla.                                                                                            |                               |                          |      |
| 62 | «Al descubierto»              | 7 de noviembre de 2019   | 1.45 |
| El Titi comparte más que sus secretos con Catalina. Ella debe aceptar el nuevo plan si quiere acabar con su peor enemiga. Ninguno de los dos sabe que les están siguiendo la pista.                                                                               |                               |                          |      |
| 63 | «El duelo»                    | 8 de noviembre de 2019   | 1.44 |
| El Titi entrega a la jefa de la DEA en bandeja de plata y la Cuina ordena a su perro atacar a Catalina. La narco mexicana también está lista para dispararle a su aliado Aurelio Jaramillo.                                                                       |                               |                          |      |
| 64 | «De ángel a demonio»          | 11 de noviembre de 2019  | 1.51 |
| La agente Catalina enfrenta nuevos enemigos y debe usar todas sus estrategias si quiere salvar a su nieta. La Cuina quiere hacer un trato muy especial con Cata.                                                                                                  |                               |                          |      |
| 65 | «El dolor más profundo»       | 12 de noviembre de 2019  | 1.62 |
| A Catalina le han quitado de las manos a una de las personas que más quiere. Además, se viene abajo al recibir un mensaje que le destroza el alma. |                               |                          |      |
| 66 | «Cuenta atrás para morir»     | 13 de noviembre de 2019  | 1.50 |
| La Diabla no pierde tiempo y va silenciando poco a poco a uno de sus enemigos. Ella no sabe que sus acciones están siendo vigiladas y de quien menos lo espera recibe una sorpresa.                                                                               |                               |                          |      |
| 67 | «Los hijos narcos»            | 14 de noviembre de 2019  | 1.33 |
| El heredero de Mano Negra ya cuenta con su mejor amigo en su equipo, le ordena cumplir su primera misión de matar. Sebastián está dispuesto a demostrar todo lo que siente por Alex.                                                                              |                               |                          |      |
| 68 | «Enfrentar a la primera dama» | 15 de noviembre de 2019  | 1.63 |
| Alfonso Berrío conversa con Lucrecia y cae desmayado al suelo. En el hospital, la asistente del presidente desata toda su rabia contra Valeria. |                               |                          |      |
| 69 | «Tentar a la Diabla»          | 18 de noviembre de 2019  | 1.42 |
| Berrío intenta comunicarse con Lucrecia, pero no sabe que su esposa Valeria la mandó a la cárcel. La Diabla sigue los pasos de Vanessa y Natalia y les manda un mensaje.                                                                                          |                               |                          |      |
| 70 | «Todos para una»              | 19 de noviembre de 2019  | 1.42 |
| Catalina vence todos sus temores y sale del escondite, su misión es comenzar la cacería feroz contra Yésica Beltrán. Para ello busca el apoyo del grupo más descabellado.                                                                                         |                               |                          |      |
| 71 | «La negación»                 | 20 de noviembre de 2019  | 1.47 |
| Valeria gana más popularidad en el país y Albeiro no quiere creer lo que dicen de ella, solo recuerda los bellos momentos que pasaron juntos en cautiverio y la busca desesperadamente.                                                                           |                               |                          |      |
| 72 | «Cerca del infierno»          | 21 de noviembre de 2019  | 1.45 |
| Albeiro sorprende a Valeria. La primera dama no tiene más opción que llevarlo a un lugar seguro para decirle la verdad y hacerle una propuesta que él no puede rechazar.                                                                                          |                               |                          |      |
| 73 | «El golpe a la Diabla»        | 22 de noviembre de 2019  | 1.42 |
| Catalina llega a la casa de retiro de ancianos donde Valeria y Alfonso participan en un evento. Al mismo tiempo, el grupo de Mano Negra deja un mensaje explosivo, mientras la primera dama ofrece unas palabras.                                                 |                               |                          |      |
| 74 | «Guerra a muerte»             | 25 de noviembre de 2019  | 1.41 |
| El artefacto explosivo está a punto de estallar en la casa de retiro de ancianos. Catalina neutraliza a los guardaespaldas de la primera dama y se bate a duelo con Yésica; ambas están claras que este puede ser el día final de sus vidas respectivamente.      |                               |                          |      |
| 75 | «Confesiones de pareja»       | 26 de noviembre de 2019  | 1.23 |
| Berrío confronta a la Diabla y ella al verse descubierta, le pide que guarde su secreto porque también sabe que él es un informante del FBI. Minutos más tarde, la cruda verdad sale a la luz.                                                                    |                               |                          |      |
| 76 | «Dos pájaros de un solo tiro» | 27 de noviembre de 2019  | 1.29 |
| Alexander descubre las andanzas de Mariana y la obliga a cumplir con una orden. El heredero de Mano Negra tendrá en su poder una carnada que obligará a Catalina la grande a verlo cara a cara                                                                    |                               |                          |      |
| 77 | «Enemiga número 1»            | 2 de diciembre de 2019   | 1.30 |
| Valeria pide la cabeza de los responsables del atentado en la casa de retiro de ancianos, aprovecha la ocasión para sumar a sus adversarios en la lista negra. Catalina queda asombrada con la actitud de Mariana.                                                |                               |                          |      |
| 78 | «Entre la vida y la muerte»   | 3 de diciembre de 2019   | 1.27 |
| Johana se escapa de casa y va a matar a Hilda. En el medio del forcejeo, la exempleada de Salvatore aprieta el gatillo. Ahora todos sufren al ver a un ser querido tendido en el suelo.                                                                           |                               |                          |      |
| 79 | «En la boca del lobo»         | 4 de diciembre de 2019   | 1.18 |
| Valeria tiene miedo y su mirada lo dice todo, está cara a cara y a solas frente a uno de sus enemigos. La Diabla quiere demostrar que es invencible, aunque esta vez, no sabe si saldrá viva.                                                                     |                               |                          |      |
| 80 | «La pelea final»              | 5 de diciembre de 2019   | 1.35 |
| Albeiro y Titi descargan todo el odio y fuerza acumulada. Al mismo tiempo, el equipo de la Diabla pone en marcha el supuesto operativo para rescatar al niño en manos de la Cuina y Pilar.                                                                        |                               |                          |      |
| 81 | «El canje»                    | 6 de diciembre de 2019   | 1.27 |
| Catalina sufre, no está dispuesta a entregar a su nieta porque el futuro con Mariana es oscuro. Cata, la mediana tampoco quiere regresar a casa sin Hernán Darío.                                                                                                 |                               |                          |      |
| 82 | «Llegó tu hora»               | 9 de diciembre de 2019   | 1.61 |
| Catalina Santana entra en acción y junto a sus aliados va a secuestrar a Yésica Beltrán. La exjefe de la DEA se juega su última carta para acabar con la Diabla, su eterna pesadilla.                                                                             |                               |                          |      |

## Producción
La producción se grabó en Colombia y Las Vegas, cuyas grabaciones iniciaron el 5 de noviembre de 2018. En mayo de 2019, durante el Up-front de Telemundo para la temporada de televisión 2019-20, se anuncia como una serie derivada de Sin senos sí hay paraíso,que a su vez funciona como la última temporada de la misma, marcando el inicio del final de la historia escrita por Gustavo Bolívar.

## Audiencia
| Temporada | Horario (ET/CT)        | Episodios | Primera emisión      | Primera emisión      | Última emisión         | Última emisión       | Prom. de espectadores (millones) |
| Temporada | Horario (ET/CT)        | Episodios | Fecha                | Audiencia (millones) | Fecha                  | Audiencia (millones) | Prom. de espectadores (millones) |
| --------- | ---------------------- | --------- | -------------------- | -------------------- | ---------------------- | -------------------- | -------------------------------- |
| 1         | lunes a viernes 9pm/8c | 82        | 13 de agosto de 2019 | 1.30                 | 9 de diciembre de 2019 | 1.61                 | —                                |